# Các quốc gia ABC

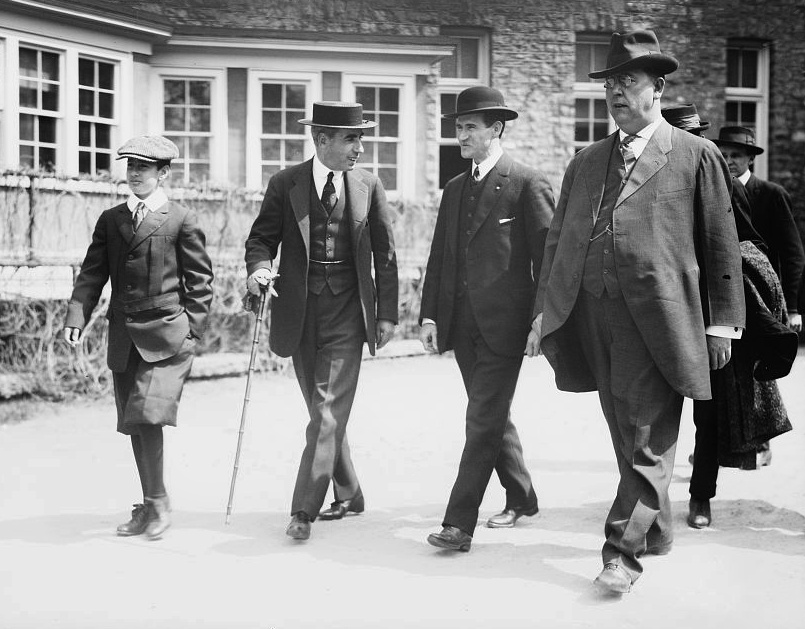
Rómulo S. Naón của Argentina và Robert F. Rose ở Thác Niagara năm 1914

Argentina, Brazil và Chile trong màu xanh lá cây.

Các quốc gia ABC, hay còn gọi là khối cường quốc ABC, là thuật ngữ dùng để chỉ ba quốc gia Nam Mỹ gồm Argentina, Brazil và Chile – được xem là những nước có ảnh hưởng chính trị, kinh tế và quân sự lớn nhất tại khu vực trong nửa đầu thế kỷ 20. Thuật ngữ này nổi lên vào thời điểm ba nước hợp tác chặt chẽ nhằm thúc đẩy lợi ích chung và theo đuổi một đường lối ngoại giao khu vực độc lập, với ít sự can thiệp từ các cường quốc bên ngoài.

## Lịch sử
Trong những năm đầu thế kỷ 20, Argentina, Brazil và Chile là ba quốc gia phát triển tương đối mạnh mẽ về kinh tế, quân sự và ảnh hưởng khu vực. Trong giai đoạn này, ba nước từng bước xây dựng một liên kết chiến lược không chính thức, nhằm tăng cường hợp tác khu vực và hạn chế xung đột.
Tiêu biểu cho mối cạnh tranh và sau đó là sự điều phối giữa ba nước là cuộc chạy đua vũ trang hải quân trong khu vực. Ban đầu là cuộc đối đầu giữa Argentina và Chile vào cuối thế kỷ 19 – đầu thế kỷ 20, sau đó Brazil tham gia, khởi động một cuộc đua hải quân ba bên khi mua ba thiết giáp hạm dreadnought tiên tiến, nhằm vượt qua năng lực hải quân của hai nước còn lại.
Lần sử dụng phổ biến đầu tiên của thuật ngữ "ABC" được ghi nhận tại Hội nghị hòa bình Niagara Falls, diễn ra ngày 20 tháng 5 năm 1914 tại Ontario, Canada. Ba quốc gia ABC đã cùng nhau đứng ra làm trung gian hòa giải trong căng thẳng leo thang giữa Hoa Kỳ và Mexico, liên quan đến sự kiện Tampico, cuộc chiếm đóng Veracruz của Mỹ và các diễn biến xoay quanh Cách mạng Mexico.
Phái đoàn Mỹ tham dự hội nghị bao gồm Frederick William Lehmann (cựu Tổng luật sư Hoa Kỳ) và Joseph Rucker Lamar (Thẩm phán Tòa án Tối cao Hoa Kỳ). Sự kiện này đánh dấu một bước tiến trong việc các quốc gia Nam Mỹ tự đứng ra giải quyết các vấn đề trong khu vực, không lệ thuộc vào các thế lực phương Bắc.
Trong năm 1942, các quốc gia ABC một lần nữa phát huy vai trò trung gian hòa giải khi cùng với Hoa Kỳ tham gia dàn xếp các điều kiện hòa bình sau cuộc Chiến tranh Ecuador–Peru. Hòa ước kết thúc chiến tranh, với sự trung gian của ABC và Mỹ, đã dẫn đến việc Ecuador mất toàn bộ phần lãnh thổ tranh chấp trong lưu vực sông Amazon, đánh dấu một bước ngoặt lớn trong quan hệ biên giới Nam Mỹ.

## Ý nghĩa
Mặc dù khái niệm "các nước ABC" dần ít được sử dụng sau giữa thế kỷ 20 – khi cán cân quyền lực khu vực có những thay đổi đáng kể – nhưng đây vẫn là một ví dụ lịch sử điển hình về hợp tác khu vực độc lập của các quốc gia Mỹ Latinh, không phụ thuộc hoàn toàn vào các thế lực bên ngoài như Hoa Kỳ hay châu Âu. Khối ABC cũng được xem là tiền thân cho tư duy ngoại giao đa phương, thể hiện trong các tổ chức khu vực sau này như UNASUR, Mercosur hay Cộng đồng các Quốc gia Mỹ Latinh và Caribe (CELAC).